# ズィーナトゥンニサー・ベーグム
ズィーナトゥンニサー・ベーグム（Zinat-un-Nissa Begum, 1643年10月5日 - 1721年5月7日）は、北インド、ムガル帝国の第6代皇帝アウラングゼーブの次女。母はディルラース・バーヌー・ベーグム。

## 生涯
1643年10月5日、ムガル帝国の第6代皇帝アウラングゼーブとその妃ディルラース・バーヌー・ベーグムの娘としてアウランガーバードで生まれた。
1707年3月に父アウラングゼーブが死ぬまで、その面倒を妃のウダイプリー・マハルとともに見ていた。一方、アウラングゼーブもまた彼女に対しては深く親愛の情を抱いており、死に際してアーザム皇子に送った手紙にもそれはあらわれている。
1721年5月7日、ズィーナトゥンニサー・ベーグムはデリーで死亡した。